# Evsey Domar
Evsey Domar est un économiste russe et américain né à Łódź en 1914. Il est connu pour avoir développé le modèle de Harrod-Domar, un modèle économique permettant d'expliquer la croissance économique.

## Biographie
Né à Łódź en 1914, Evsey Domar émigre avec sa famille aux États-Unis en 1936.
Il a été professeur d'économie à l'université Johns Hopkins, puis au Massachusetts Institute of Technology, à partir de 1958. 
Il a pris sa retraite en 1984.

## Publications
- 1957 : Essays in the Theory of Economic Growth.
- 1989 : Capitalism, Socialism and Serfdom: Essays.